# 1993년 11월
| 1993년: 1월 · 2월 · 3월 · 4월 · 5월 · 6월 · 7월 · 8월 · 9월 · 10월 · 11월 · 12월 |

| <            | 1993년 11월 | 1993년 11월 | 1993년 11월 | 1993년 11월 | 1993년 11월 | >          |
| 일           | 월          | 화          | 수          | 목          | 금          | 토         |
|              | 1 9.18 병술 | 2 19 정해   | 3 20 무자   | 4 21 기축   | 5 22 경인   | 6 23 신묘  |
| 7 24 임진    | 8 25 계사   | 9 26 갑오   | 10 27 을미  | 11 28 병신  | 12 29 정유  | 13 30 무술 |
| 14 10.1 기해 | 15 2 경자   | 16 3 신축   | 17 4 임인   | 18 5 계묘   | 19 6 갑진   | 20 7 을사  |
| 21 8 병오    | 22 9 정미   | 23 10 무신  | 24 11 기유  | 25 12 경술  | 26 13 신해  | 27 14 임자 |
| 28 15 계축   | 29 16 갑인  | 30 17 을묘  |             |             |             |            |

| - 11월 23일 - 김광균 편집하기 |

## 1993년11월 16일
- 대한민국, 1994학년도 제2차 대학수학능력시험을 실시하다.

## 1993년11월 7일
- 대전엑스포가 폐막하다.